# Ardagger
Ardagger là một thị trấn ở huyện Amstetten trong bang Niederösterreich ở nước Áo. Đô thị này có diện tích 47,28 km², dân số năm 2001 là 3312 người.